# RaussTuna
A RaussTuna (Tuna Mista de Bragança) foi fundada em 2009, por estudantes Informática de Gestão. Com o passar do tempo a RaussTuna tornou-se na Tuna Mista do Instituto Politécnico de Bragança (IPB).

## História
Criada em 2009, a RaussTuna começou com um piano, um cavaquinho e duas violas. A medida que o tempo evoluía, o projeto musical transformou-se no Grupo de Cantares do Instituto Politécnico de Bragança (GCIPB) cuja denominação permitiu a inclusão de homens e mulheres no grupo musical.
Em 2012 o grupo musical alterou novamente a sua denominação para "RaussTuna – Tuna Mista de Bragança (TMB)" o que lhes conferiu a possibilidade de participarem em eventos de Tunas tais como Encontros de Tunas e Festivais de Tunas.
Atualmente a RaussTuna conta com mais de vinte temas originais que abordam vários temas da vida académica de Bragança.